# Pascal Dubreuil
Pour les articles homonymes, voir Dubreuil.
Pascal Dubreuil (ca. 1970) est un claveciniste français, pédagogue et spécialiste de rhétorique musicale.

## Éléments biographiques
Pendant plusieurs années, Pascal Dubreuil étudie le clavecin avec Yannick le Gaillard, puis il obtient au Conservatoire national supérieur de musique et de danse de Paris les Premiers Prix de clavecin et de basse continue. Il complète sa formation par de nombreux stages, avec Kenneth Gilbert notamment, et particulièrement auprès de Gustav Leonhardt. Il étudie également la direction d'orchestre avec Nicolas Brochot.
Il est lauréat du Concours International de Bruges en 1997 où il obtient le 2ème prix à l'orgue en duo(dans le cadre du Festival de musique ancienne de Bruges).
Comme claveciniste, mais également au clavicorde et au fortepiano, il joue en Europe en soliste et au sein de formations de musique de chambre, notamment avec Musica Aeterna, orchestre baroque de Bratislava, en tant que continuiste avec l'Ensemble vocal de l'Abbaye aux Dames de Saintes et l'Ensemble Sagittarius, ou avec Claire Michon, Patrick Ayrton (en duo de clavecins), François Fernandez, Marie Rouquié, Bruno Boterf ou Ricardo Rapoport.
Il est invité par des festivals tels que Le Printemps des Arts, Les Académies Musicales de Saintes, le Festival de Musique baroque de Barcelone, le Festival de musique ancienne de Bratislava, l'Académie Bach d'Arques-la-Bataille ou le Klavier Festival Ruhr.
Il est le fondateur de l'ensemble Il Nuovo Concerto, qui se consacre au répertoire des XVIIe et XVIIIe siècles.
En 2011, il a fondé le Festival Baroque... et vous ?, premier festival de musique baroque à Rennes (Bretagne).

## Enregistrements
Au clavecin, Pascal Dubreuil a enregistré pour les labels Le Chant du Monde, K617 et Arion.
Depuis plusieurs années, il enregistre pour le label allemand Ramée :
- 2013 : Johann Sebastian Bach, Fait pour les Anglois, Suites anglaises BWV 806-811, Ramée (1207).
- 2010 : Johann Sebastian Bach, Clavier-Übung II, Ramée (1001) : Concerto italien BWV 971, Ouverture à la française BWV 831, Prélude, Fugue et Allegro BWV 998, Fantaisie chromatique et fugue BWV 903.
- 2008 : Johann Sebastian Bach, Clavier-Übung I, Six Partitas pour clavier BWV 825-830, Ramée (0804).
- 2007 : Antoine Dard, Six Sonates pour le basson (1759), avec Ricardo Rapoport, basson, Ramée (0702), première mondiale.

## Rhétorique musicale
En soliste ou avec l'ensemble Il Nuovo Concerto, Pascal Dubreuil mène depuis de nombreuses années un travail approfondi sur la rhétorique musicale. Ses recherches l'ont notamment amené à co-publier la première traduction française intégrale du traité Musica poetica (1606) du théoricien allemand Joachim Burmeister (1564-1629) ainsi que des extraits, en première mondiale, de deux autres traités de ce théoricien, l'Hypomnematum Musicae Poeticae (1599) et la Musica autoschédiastikè (1601).

## Enseignement
Pascal Dubreuil est professeur de clavecin, de basse continue et de musique de chambre au Conservatoire à rayonnement régional de Rennes. Il y a notamment initié Ronan Khalil au clavecin.
Depuis 2009, il enseigne le clavecin, la basse continue, la musique de chambre et la rhétorique musicale (DNSPM/Bachelor et Master) au Pôle Aliénor. Depuis 2017, il enseigne également la rhétorique au Conservatoire national supérieur de musique et de danse de Lyon.
Il donne régulièrement des stages ou des masterclasses, en France et en Europe.